# Б-3 (Бронетранспортер)
Б-3 — дослідний радянський напівгусеничний бронетранспортер періоду Другої світової війни. Був розроблений конструкторським бюро ЗІСА у 1944 році, за зразком напівгусеничних бронетранспортерів Німеччини та США.
Шасі Б-3 базувалося на агрегатах вантажного автомобіля ЗІС-5 та легкого танка Т-70. Дослідний зразок бронетранспортера був виготовлений в 1944 році і пройшов випробування на полігоні НИИБТ в Кубинці. Випробування показали його недостатню тягооснащеність та пов'язані з цим низьку швидкість та надійність, у зв'язку з чим подальші роботи по Б-3, як і по напівгусеничним бронетранспортерам у цілому, у СРСР були припинені.